# Archidiecezja Joinville
Archidiecezja Joinville (łac. Archidioecesis Ioinvillensis) – archidiecezja Kościoła rzymskokatolickiego w Brazylii. Należy do metropolii Joinville, wchodzi w skład regionu kościelnego Sul IV. Została erygowana jako diecezja przez papieża Piusa XI bullą Inter praecipuas w dniu 17 stycznia 1927. 5 listopada 2024 papież Franciszek utworzył metropolię Joinville i podniósł diecezję do rangi archidiecezji.